# Danae femoralis
Danae femoralis es una especie de coleóptero de la familia Endomychidae.

## Distribución geográfica
Habita en Malaui.